# Yuegu Zonglie Qu
Yuegu Zonglie Qu (kinesiska: 约古宗列曲) är ett vattendrag i Kina. Det ligger i provinsen Qinghai, i den nordvästra delen av landet, omkring 470 kilometer sydväst om provinshuvudstaden Xining.